# Good Vibration Concert
『Good Vibration Concert』（グッバイブレーションコンサート）は、THE GOOD-BYEのコンサートビデオ、DVD。
VHSは1984年12月16日発売。DVDは2004年8月21日「VIDEO! THE GOOD-BYE -COMPLETE VISUAL COLLECTION-」（VIBL-169）に収録。発売元はビクターエンタテインメント。

## 概要
1984年10月6日 日比谷野外音楽堂にて行われたライヴを収録。リハーサルシーンも盛り込まれている。

## 収録曲
1. Good Vibration
2. YOU惑-MAY惑
3. モダンボーイ狂想曲
4. 涙のティーンエイジ・ブルース
5. Don't Make Me Blue
6. にくめないのがニクイのサ
7. 1999
8. 気まぐれOne Way Boy
9. Please Believe Me
10. TAKE OFF
11. Midnight Train
12. めちゃめちゃロックンロール
13. Good-Byeのテーマ